# Shangtoudi
Shangtoudi (kinesiska: 上头地, 上头地乡) är en socken i Kina. Den ligger i den autonoma regionen Inre Mongoliet, i den norra delen av landet, omkring 570 kilometer nordost om regionhuvudstaden Hohhot.
Genomsnittlig årsnederbörd är 530 millimeter. Den regnigaste månaden är juni, med i genomsnitt 152 mm nederbörd, och den torraste är december, med 4 mm nederbörd.